# Murkrat
Murkrat, gelegentlich auch MurkRat geschrieben, ist eine Funeral-Doom-Band aus New South Wales.

## Geschichte
Mandy Andresen gründete Murkrat 2006 als ihr persönliches Metal-Projekt. Unterstützung fand Andresen in der langjährigen Freundin Becky „Nine-Iron“. Gemeinsam spielte das Duo das Demo Murky Ratmass ein. Nachdem „Nine-Iron“ ein Angebot des New South Wales Institute of Sport erhalten hatte, verließ sie die Band, um sich auf eine Karriere als Berufsgolferin zu konzentrieren. Andresen führte Murkrat vorerst allein fort. Damon Good (Mournful Congregation), welcher das zu den Demoaufnahmen genutzte Aufnahmestudio The Cave unterhält, schickte dem Aestehtic-Death-Inhaber Stu Gregg das Demo zu, woraufhin Gregg Andresen kontaktierte und einen Vertrag anbot.
Das britische Independent-Label veröffentlichte 2008 das Debütalbum MurkRat, welches zur Hälfte aus den Aufnahmen des Demos besteht. Das Debüt erhielt nur wenig Resonanz. Im darauf folgenden Jahr stieß Neil Dyer von Innsmouth hinzu und beteiligte sich an den nachfolgenden Veröffentlichungen. Das zweite, 2011 erschienene Album Drudging the Mire wurde überwiegend positiv besprochen. Die Buschbrände in Australien 2019/2020 zerstörten Andresens gesamtes Musikequipment. Bereits begonnene Aufnahmen zu einem weiteren Album gingen ebenfalls im Feuer verloren. Der Fortbestand des Projektes galt fortan als ungewiss.

## Stil
Der von Murkrat gespielte Stil wird als Funeral Doom mit Einflüssen aus dem Gothic Rock und Ambient beschrieben.
Als einflussreiche Interpreten benennt Andresen Aghast, Sigh, Alice Cooper zur Zeit des Albums Billion Dollar Babies, Black Sabbath, Deep Purple, Megadeth, die frühen Siouxsie and the Banshees, Leonard Cohen, Arcturus, die düsteren Veröffentlichungen von Kate Bush, etwas Jefferson Airplane aufgrund des Gesangs von Grace Slick, The 3rd and the Mortal mit Kari Rueslåtten sowie Burning Witch. Insbesondere auf frühe Vertreter des Gothic Rock wie Siouxsie and the Banshees und Bauhaus wird in Besprechungen verwiesen, um die transportierte Atmosphäre zu umschreiben.
Als Vergleichsgrößen zum Gesamtklang werden hingegen „Skepticism ohne bombastische Percussion-Einsätze oder Esoteric mit hallendem, intensivem Frauengesang“ herangezogen. Neben der wiederholten Erwähnung von Esoteric werden zum Vergleich weitere Gruppen des extremen Doom-Spektrums angeführt. Unter anderem wird die Gruppe mit Colosseum, An Autumn for Crippled Children oder The Ruins of Beverast verglichen, um Elemente des Stils zu verorten.
Die Instrumentierung aus Rhythmusgitarre, Schlagzeug und Keyboard wird als schleppend, dröhnend und träge umschrieben. „Klaviernoten“ sowie „Keyboardflächen“ würden „das spartanische Klanggerüst“ zu einer „mystisch-beklemmende[n], unheilvolle[n], trist-schöne[n] Grundatmosphäre“ abrunden.
Als konzeptioneller Mittelpunkt der Musik gilt Andresens Stimme, welche die Charakteristik des Gesamtklangs nachhaltig bestimmt und die laut Terrorverlag „alle Emotionen, Wesenszüge und denkbare Dramaturgien durchlebt, die ein Mensch in seinen düstersten Momenten so hervorbringen kann.“ Der Gesang von Andresens variiert verschiedene Formen von Klargesang und gutturalem Gesang.

## Diskografie
- 2007: Murky Ratmass (Demo, The Cave)
- 2008: MurkRat (Album, Aesthetic Death)
- 2009: Murkrat / Demons Gate (Split-EP, Abysmal Sound)
- 2011: Drudging the Mire (Album, Aesthetic Death)